# .root
vrsn-end-of-zone-marker-dummy-record.root és un nom de domini llistat a la DNS root zone com una marca de diagnòstic, la presència del qual demostra que la zona de l'arrel no està truncada en carregar-se a un root nameserver. Pot argumentar-se el fet que representi un domini de primer nivell com a .root, tot i que tècnicament això no existeix.
D'acord amb l'arxiu de zona de l'arrel, l'única entrada .root va ser substituïda el 2006 per vrsn-end-of-zone-marker-dummy-record, per ser reintroduïda un altre cop el 2006 en la seva forma original.
La seva existència es pot comprovar demanant un registre de tipus TXT amb el nom de domini. En sistemes amb l'eina de diagnòstic dig instal·lada, la pregunta podria ser formulada així:
dig vrsn-end-of-zone-marker-dummy-record.root in any
o en sistemes Windows utilitzant la següent ordre:
nslookup -type=any vrsn-end-of-zone-marker-dummy-record.root
Això retorna la paraula "plenus", que en llatí significa "ple" o "complet". Això pot ser una marca per representar el final del fitxer de zona.
També es pot trobar un Domini de primer nivell.root a la zona d'arrel de l'Open Root Server Network anomenada ORSN-END-OF-ZONE-MARKER-DUMMY-RECORD.ROOT. Aquesta entrada retorna la paraula "europe" (Europa).